# Joseph Trausch
Franz Joseph Trausch (auch Josef; * 9. Februar 1795 in Kronstadt; † 16. November 1871 ebenda) war ein Siebenbürger Historiker und Literaturwissenschaftler.

## Leben
Joseph Trauschs Vorfahren väterlicherseits bis zur fünften Generation waren allesamt Geistliche. Nachdem er auf einem Gymnasium in seiner Heimatstadt und anschließend in Klausenburg und Neumarkt vorgebildet worden war, wurde er im Juni 1817 Magistrats-Honorärsekretär. 1831 schließlich wurde er Magistratsrat und zehn Jahre darauf Polizeidirektor. Später berief man ihn zum Rechtskonsulenten in Hermannstadt und im Februar 1850 ernannte man ihn zum Präsidenten des kaiserlich-königlichen Kammerprokurators. Nachdem er im Oktober 1853 zusätzlich Finanzrat wurde, erhielt er das Ritterkreuz des Franz-Joseph-Ordens und trat im Dezember 1860 auf eigenen Wunsche hin in den Ruhestand. 1863 und im Folgejahr war er noch Kronberufener am Landtag in Hermannstadt, kehrte später wieder nach Kronstadt zurück und verstarb dort am 16. November 1871.
Trausch gehörte zu den Gründern des Vereins für siebenbürgische Landeskunde. 1842 hatte man ihn zum Mitglied des Vereinsausschusses ernannt; diese Stellung hatte er bis zum Jahr 1858 innegehalten. In diesem Jahr nämlich beförderte man ihn zum Vereinsleiter, welcher er bis zum Jahr 1869 blieb. Sein bedeutendstes Werk ist das dreibändige Schriftstellerlexicon oder biographisch-literarische Denkblätter der Siebenbürger Deutschen.

## Veröffentlichungen (Auswahl)
- Geschichte des Burzenländer Capitels
- Bemerkungen über die, vom siebenbürgischen griechisch-nichtunirten Bischof, Basilius Moga, 1837 den, zu Hermannstadt versammelten Landesständen unterlegte Bittschrift (Kronstadt 1844)
- Uebersichtliche Darstellung der älteren Gemeindeverfassung der Stadt Kronstadt nach den alten Ortsinstitutionen dieser Stadt (Kronstadt 1865)
- Beiträge und Actenstücke zur Reformationsgeschichte von Kronstadt (Kronstadt 1865)
- Schriftsteller-Lexikon oder biographisch-literärische Denk-Blätter der Siebenbürger Deutschen. 3 Bände. Kronstadt 1868–1871; unveränderter Nachdruck: Köln/Wien 1983.